# Chiesa di San Giovanni Battista (Moglia)
La chiesa di San Giovanni Battista è la parrocchiale di Moglia, in provincia e diocesi di Mantova; fa parte del vicariato di Sant'Anselmo.

## Storia
Nella relazione della visita pastorale del 1543 del vescovo di Reggio Emilia Marcello Cervini si legge che la parrocchia di Moglia, all'epoca intitolata a San Prospero, era inserita nel vicariato di Reggiolo, che il clero a servizio della cura d'anime era costituito dal cappellano e dal vice cappellano e che esisteva nel paese anche un oratorio dedicato a San Giovanni Battista.
Nel 1548 i fedeli ammontavano a 500, poi aumentati a 700 nel 1593.
Nel 1598 l'originario sacello di San Giovanni Battista venne sostituito da una chiesa di più ampie dimensioni; nel 1609 la parrocchialità fu qui trasferita dalla chiesa di San Prospero, che cadde progressivamente in rovina.
Grazie ad un atto del 1639 si conosce che la chiesa parrocchiale di San Giovanni Battista aveva come filiali gli oratori di San Prospero, antica parrocchiale,  di San Domenico, di Santa Maria Maddalena e dei Santi Anna e Girolamo.
 Nel 1739 il vescovo di Reggio Emilia Lodovico Forni elevò la chiesa a prepositurale.
La parrocchiale venne rifatta tra il 1749 ed il 1750; in occasione di questi lavori l'edificio fu portato a tre navate.
Il 3 giugno 1816 il vescovo di Reggio Emilia Francesco Maria d'Este consegnò al vicario capitolare di Mantova le parrocchie civilmente mantovane ma ecclesiasticamente reggiane; tuttavia, il passaggio ufficiale dalla diocesi di Reggio a quella di Mantova avvenne il 14 luglio 1820.
La struttura fu ristrutturata ed abbellita nel 1920 e nel 1986 venne rifatto il tetto.
Il terremoto dell'Emilia del 2012 danneggiò la chiesa, facendo crollare la parte superiore della facciata e alcune sezioni delle volte; l'intervento di risanamento iniziò appena nel 2018 e riaperta al culto il 5 dicembre 2020, inaugurata ufficialmente dal Vescovo di Mantova il successivo 27 dicembre.

## Descrizione

### Esterno
La facciata della chiesa, che è a salienti, è caratterizzata da lesene in ordine corinzio e da una cornice marcapiano che separa il registro inferiore da quello superiore; sopra il portale maggiore si trova un dipinto il cui soggetto è San Giovanni Battista, mentre sopra le due porte laterali sono collocate in due nicchie timpanate le statue di San Pietro e di San Paolo.

### Interno
L'interno è a tre navate, di cui quelle laterali presentano delle cappelle. L'abside semicircolare, al di sotto della quale si trova una cripta in cui fino all'Ottocento era usanza seppellire i parroci, ospita il coro ligneo, realizzato nel 1781. Sul soffitto sono visibili quattro tondi all'interno dei quali sono rappresentati la Santissima Trinità, la Trasfigurazione, la Resurrezione e l'Ascensione.